# غزو جزر التوابل
احتلت القوات البريطانية جزر الملوك (أو ما يُعرف بجزر التوابل) والمنطقة المحيطة بها الواقعة في مستعمرة الهند الشرقية التابعة لهولندا في الفترة بين فبراير وأغسطس عام 1810، أي خلال الحروب النابليونية. تُعرف تلك الحملة العسكرية بغزو جزر التوابل.
صارت مملكة هولندا تابعة لفرنسا النابليونية بحلول عام 1810. سعت بريطانيا العظمى وشركة الهند الشرقية إلى السيطرة على جزر التوابل الهولندية في مستعمرة الهند الشرقية. بعثت بريطانيا أسطولين بحريين لتحقيق هذا الغرض؛ أسطول متجه إلى جزيرتي أمبون وتيرنات، وأسطول آخر للاستيلاء على جزر باندا نيرا المُحصنة بشدة، وتلتها الجزر الأخرى التي سيطر عليها الهولنديون.
نجحت بريطانيا في الاستيلاء على جميع الجزر في المنطقة على مدار الحملة العسكرية التي استمرت لسبعة أشهر؛ سقطت جزيرة أمبون في فبراير، وباندا نيرا في أغسطس، وتيرنات وجميع الجزر الأخرى في نهاية نفس الشهر.
احتفظت بريطانيا بتلك الجزر حتى نهاية الحرب. استعادت هولندا تلك الجزر عقب إبرام الاتفاقية الإنجليزية الهولندية لعام 1814، ولكن شركة الهند الشرقية اقتلعت العديد من أشجار التوابل في تلك الجزر خلال فترة الاحتلال لزراعتها في المستعمرات البريطانية. 

## خلفية
اشتهرت جزر الملوك باسم جزر التوابل لإنتاجها الحصري لبعض التوابل النادرة مثل جوزة الطيب والميس (قشر جوزة الطيب) والقرنفل. أثارت تلك التوابل مطامع الأوروبيين الاستعمارية في القرن السادس عشر، بدءًا بالبرتغال التي احتكرت تجارة التوابل كلها تقريبًا. وصلت شركة الهند الشرقية الهولندية إلى تلك الجزر في عام 1599 وطردت البرتغاليين منها.
بعدها بفترة وجيزة وصلت شركة شرق الهند البريطانية إلى تلك الجزر، واشتبك البريطانيون بدورهم مع الهولنديين، وسيطروا على جزيرتي أمبون ورون. بلغ الأمر ذروته بمذبحة أمبوينا في عام 1623 التي أثرت على العلاقات الإنجليزية الهولندية لعقود تالية. اتفق الطرفان بعد إبرام معاهدة بريدا عام 1667 على الحفاظ على الوضع الاستعماري الراهن وتنازل الطرفين عن مطالبهما بتلك الجزر، واستمرت العلاقات بينهما على حالها حتى نهاية القرن الثامن عشر.
عقب الحرب الإنجليزية الهولندية التي تسببت بأضرار مالية جسيمة، تحولت الجمهورية الهولندية إلى الجمهورية الباتافية وتحالفت مع فرنسا. وبعدها أُممت شركة الهند الشرقية الهولندية في عام 1796. أمر فيليم الخامس أمير أورانيا أن تتنازل شركة الهند الشرقية عن مستعمراتها إلى البريطانيين خشيةً من أن تقع في أيادي الفرنسيين إثر حروب الثورة الفرنسية. تفككت شركة الهند الشرقية بصفة رسمية في عام 1799، وأصبحت مستعمرات ما وراء البحر مملوكة للحكومة الهولندية (صارت جزر الملوك جزءًا من مستعمرة الهند الشرقية الهولندية). استولى الفريق البحري بيتر رانيير على تلك الجزر لصالح فرنسا، ولاحقًا تنازع الهولنديون على جزيرة تيرنات بشراسة. استعادت هولندا تلك الجزء لاحقًا بعد التوقيع على معاهدة أميان بعدها بسبعة أعوام. ولكن السلم لم يدم طويلًا، إذ بدأت الحروب النابليونية في أعقاب ذلك. وبحلول عام 1808 دُمرت معظم المستعمرات الهولندية بفضل سلسلة من الحملات القصيرة الناجحة. استولى سير هوم ريجز على كيب تاون في يناير عام 1806، واستولى اللورد إكسماوث على جزيرة جاوة في حملة عسكرية انتهت في ديسمبر 1807. سعى البريطانيون والفرنسيون حينها إلى السيطرة على طرق تجارة المحيط الهندي المثمرة. افتتحت بريطانيا الحرب مع فرنسا بغزو مستعمراتها في المحيط الهندي في عام 1809؛ جزيرة فرنسا وجزيرة نابليون. كان لزامًا على بريطانيا أن تحتل جزر الهند الشرقية الهولندية لعدة أسباب: أولًا، كان من الضروري على بريطانيا أن تزعزع سيطرة فرنسا على تلك المنطقة قبل أن تحصن فرنسا مركزها حتى يتسنى لهم طرد الفرنسيين من تلك المنطقة بسهولة. ذلك كان الشغل الشاغل لشركة الهند الشرقية البريطانية التي كانت تخشى على تجارتها مع الصين. 

### الاستعدادات
في عام 1809، عُين هيرمان فيليم داندلس الحاكم العام لشركة الهند الشرقية الهولندية، وسعى إلى الدفاع عن المنطقة من بريطانيا. استعان هيرمان بالعمل القسري في تحصين الثكنات وتعزيز الدفاعات وبناء طريق البريد العظيم في جزيرة جاوة لمكافحة التهديد البريطاني المحتمل.
في منتصف عام 1809، شرع حاكم الهند المستعمر سير غيلبيرت إليوت في تجهيز أسطولين بحريين لاحتلال جزر الملوك. وقعت تلك المهمة على عاتق اللواء البحري ويليام أوبراين دروري الذي كان عازمًا على الاستيلاء على المستوطنات الهولندية. جُهز أول أسطول في فبراير عام 1810 بقيادة القبطان إدوارد تاكر، وشمل هذا الأسطول الصغير فرقاطة دوفر، وفرقاطة كورنواليس تحت إمرة القبطان ويليام أغسطس، وسفينة سمارانغ. حملت تلك السفن كتيبتين من الجنود يبلغ قوامهما 400 رجل تابع لفوج مدراس الملكي ومدفعية مدراس. استهدفت تلك الحملة جزيرتي أمبوينا وتيرنات بصفة أساسية.
استهدف الأسطول الثاني جزر باندا التي كانت تمثل قلب تجارة التوابل، لا سيما جزيرة باندا نيرا التي كانت مُحصنة بشدة. شمل هذا الأسطول فرقاطة كارولين المزودة بستة وثلاثين مدفعًا، والفرقاطة الفرنسية السابقة إتش إم إس بييمونتيز، وسفينة باراكوتا المزودة بثمانية عشر مدفعًا، والسفينة الهولندية المأسورة ماندارين التي أدت دور السفينة المساعدة لفرقاطة كارلوين. حملت تلك السفن مئة ضابط وبعض رجال مدفعية مدراس. كُلف القبطان كريستوفر كول بقيادة الأسطول، وعُين القبطان تشارلز فوت قائدًا لسفينة بييمونتيز، والقبطان ريتشارد كيناه قائدًا لسفينة باراكوتا. غادر الأسطول من ميناء مدراس وأبحر بالقرب من سنغافورة حيث أبلغ القبطان ريتشارد سبنسر القبطان كول أن عدد الجنود الهولنديين في جزر باندا قد يتجاوز 700 رجلًا.
فكر بعض عملاء شركة الهند الشرقية في اقتلاع أشجار التوابل في جزر الملوك (لا سيما أشجار جوزة الطيب والقرنفل) كما فعلت بريطانيا سابقًا على نطاق صغير أثناء احتلال بريطانيا لتلك الجزر في الـ1790ـات. وضعت بريطانيا مصالحها التجارية في عين الاعتبار، إذ إن الفائدة التي ستعود عليها من احتلال جزر التوابل لا تقتصر فقط على تحجيم تجارة التوابل الهولندية وإضعاف سيطرة هولندا على المنطقة، بل وتشمل كذلك مكاسب شركة الهند الشرقية البريطانية من تجارة التوابل المثمرة.
أصبحت مملكة هولندا تابعة لفرنسا النابليونية بحلول عام 1810 بعد ضمها إلى فرنسا بأمر من نابليون بونابارت.

## النتائج
عُين القبطان تشارلز فوت نائب حاكم جزر باندا بعد استسلام الهولنديين. ويُعد ذلك إيذانًا بالحملة البريطانية لاحتلال جزيرة جاوة عام 1811 التي شارك القبطان كول في التخطيط لها وتنفيذها. تمت تلك الحملة بنجاح تحت قيادة اللواء البحري روبرت ستوبفورد. حصل كول على لقب الفروسية تقديرًا لخدماته في مايو عام 1812، ومُنح ميدالية خاصة، وحصل على دكتوراه شرفية من جامعة أكسفورد.
استغلت شركة الهند الشرقية البريطانية فترة احتلالها لجزر التوابل في جمع بذور التوابل، وشرعت في زراعة أشجار التوابل في مناطق متفرقة من المملكة البريطانية على مستوى صناعي، إذ بُعثت معظم البذور إلى مستعمرات بنكولين، وبينانق، وسيلان (التي تُعرف الآن بسريلانكا)، وغيرها من المستعمرات البريطانية الأخرى. شيدت شركة الهند الشرقية حدائق التوابل في بينانق أثناء فترة الاحتلال السابقة في الـ1790ـات، وبحلول عام 1805 وصل عدد أشجار جوزة الطيب إلى 5,100 شجرة، والقرنفل إلى 15,000 شجرة. وبحلول عام 1815، عقب فترة الاحتلال الثانية، قفز عدد أشجار جوزة الطيب إلى 13,000 شجرة، والقرنفل إلى 20,000 شجرة. من ثم استُخدمت تلك الأشجار في زراعة التوابل في مستعمرات بريطانية أخرى مثل غرينادا وزنجبار. ونتيجة لذلك انهارت القيمة الاقتصادية لجزر باندا بالنسبة للهولنديين.
استعادت هولندا جزر التوابل وجزيرة جاوة عقب إبرام الاتفاقية الإنجليزية الهولندية لعام 1814. بقيت تلك الجزر جزءًا من مستعمرة الهند الشرقية الهولندية حتى استقلال إندونيسيا في عام 1949.